# Vladimir Galaktionovič Korolenko
Vladimir Galaktionovič Korolenko (in russo Владимир Галактионович Короленко?; Žytomyr, 27 luglio 1853 – Poltava, 25 dicembre 1921) è stato uno scrittore russo della seconda metà dell'Ottocento.

## Biografia
Dopo aver studiato all'Istituto Tecnologico di Pietroburgo e dal 1874 all'Accademia di Agraria di Mosca, nel 1876 partecipò a una dimostrazione studentesca che gli causò l'espulsione dall'istituto e il domicilio coatto a Kronštadt. Durante gli anni di studio aderì al movimento dei narodniki (populisti), e il suo attivismo politico lo portò ad avere non pochi problemi con la legge. Di nuovo arrestato nel 1879, andò al confino a Perm' e in seguito, fu deportato in Siberia per tre anni. Tornato in Russia nel 1885 si stabilì a Nižnij Novgorod, dove pubblicò il Sogno di Makàr.
Parallelamente alla sua attività di scrittore portò avanti quella di pubblicista, con saggi critici sulla situazione politica e sociale del paese. Dopo un viaggio in Inghilterra ed in America, nel 1896 si trasferì a San Pietroburgo dove prese in carico la direzione della rivista populista Russkoe bogatstvo (La ricchezza russa), in collaborazione con Nikolaj Konstantinovič Michajlovskij. In seguito si trasferì a Poltava.
Nominato nel 1900 membro dell'Accademia delle Scienze, a seguito della mancata ratifica della nomina di Maksim Gor'kij, Korolenko e Anton Cechov si dimisero dall'istituzione. Korolenko era un populista, pieno di fede nella bontà umana, che mantenne sempre un grande equilibrio e una grande serenità. Nel 1893 partecipò alla fondazione del partito Narodnoe pravo (Diritto popolare), sciolto dalla polizia l'anno successivo. 
Il Sogno di Makàr è senz'altro l'opera più significativa da lui composta in piena maturità.
Lo scrittore in questo celebre racconto ha profuso tutta la sua esperienza della vita, oltre che il frutto delle sue esperienze politiche e umane.
Nella Storia di un mio contemporaneo, egli riuscì a darci un altro capolavoro. La sua arte si ispirò altresì alla natura, alla terra siberiana e a quella dell'Ucraina, la sua terra natale.
Idealista radicale, fu oscurato nella fama da Čechov, ma Korolenko resta insieme a Garšin e Leskov, pur molto distante da questi autori, uno dei maggiori scrittori russi di racconti del tardo XIX secolo.
Dal racconto In cattiva compagnia nel 1983 Kira Muratova ha tratto il film Tra le pietre grigie.

## Opere
- Ubivec (L'assassino)
- Son Makara (Il Sogno di Makar)
- Fëdor Besprijutnyj (Fëdor il senzatetto)
- Sokolinec (L'evaso di Sachalin)
- V durnom obščestve (In cattiva compagnia)
- Les šumit (la foresta mormora)
- Slepoj muzykant (Il musicista cieco)
- Reka igraet (Il fiume scherza)
- Bez jazika (Senza lingua)
- Ogon'ki (Lumicini)
- Pis'ma iz Poltavi (Lettere da Poltava)
- Istorija moego sovremennika (Storia di un mio contemporaneo)
- Pis'ma k A. V. Lunačarskomu (Lettere a A. V. Lunačarskij)